# Будівля дворянського зібрання (Курськ)
Будинок Дворянського зібрання — триповерхова цегляна кутова будівля в стилі еклектики, що розташована в історичному центрі міста Курська за адресою вул. Соніна, 4 на перетині вулиць Соніна (раніше — Верхньо-Набережної) та Єндовіщенської, пам'ятка архітектури федерального значення. Будівля за свою тривалу історію двічі була серйозно пошкоджена при пожежі (у 1892 і 1943 роках), зазнала ряд суттєвих реконструкцій, що не торкнулися, втім , цегляних фасадів. У різні роки в цьому будинку розташовувалися Дворянські збори, Робочий палац, Реввійськрада Південного фронту, музей мистецтв, клуб залізничників, Будинок Червоної Армії, гарнізонний Будинок офіцерів. Нині в будівлі відкрито другий концертний майданчик Курської обласної державної філармонії та Свиридівський центр мистецтв, а також продовжує роботу Курський гарнізонний військовий суд.

## Історія

### До Жовтневої революції

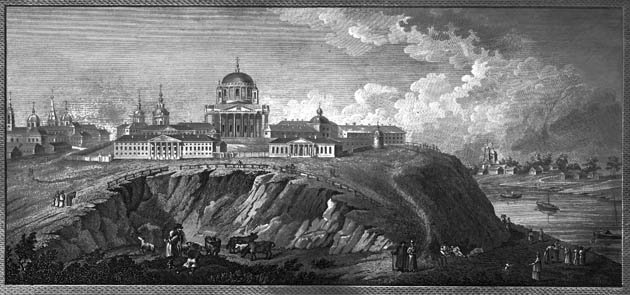
Курськ. Гравюра А. Ухтомського 1821 року на малюнку І. Рамбауера. У центрі гравюри — Знам'янський собор, правіше і ближче до глядача — будівля Дворянського зібрання з театром, що примикає до нього, згоріла 30 грудня 1875 (11 січня 1876) року

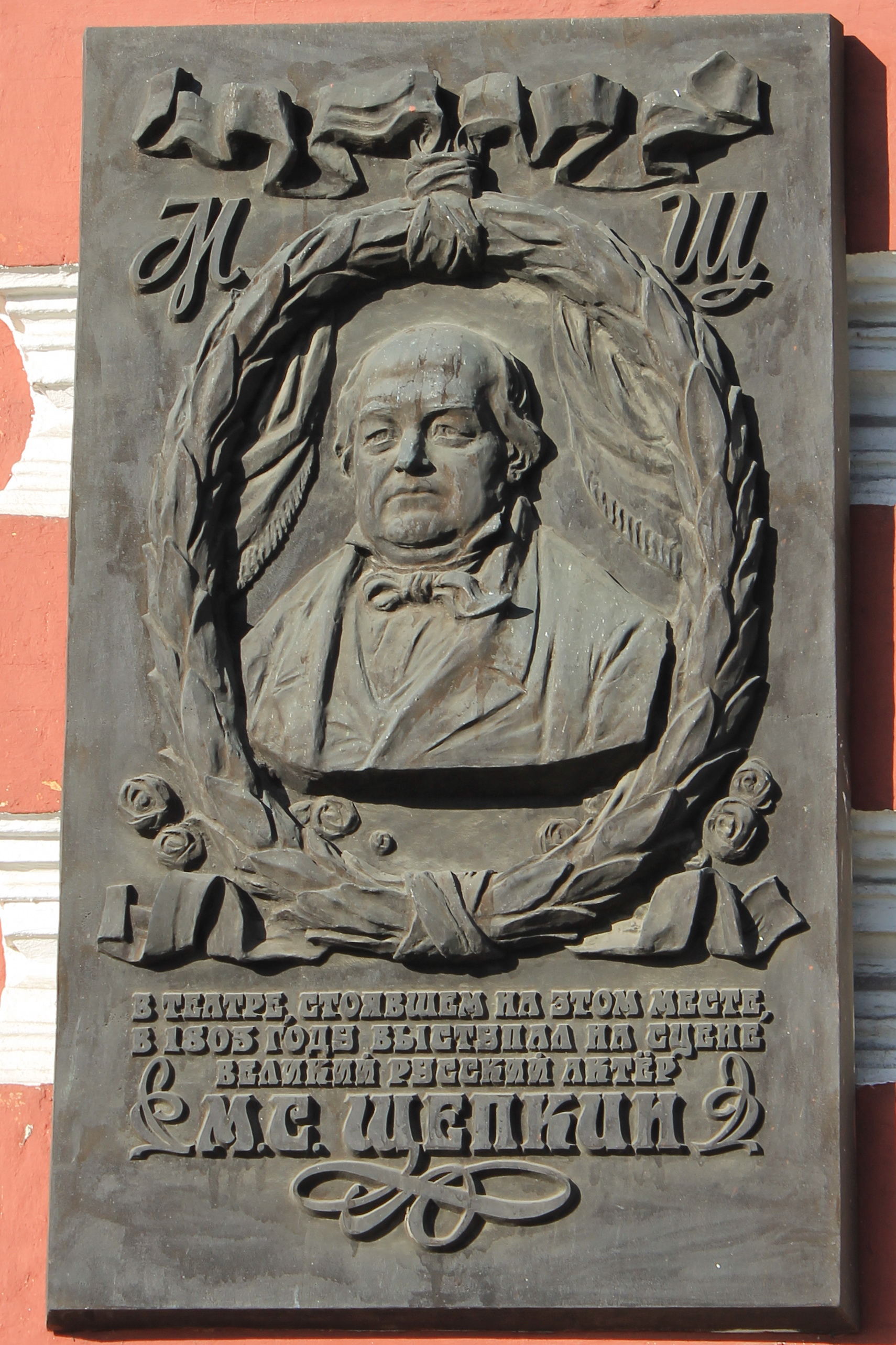
Меморіальна дошка Щепкіну М. С. на стіні будівлі колишніх Дворянських зборів, на якій ідеться «У театрі, що стояв на цьому місці, в 1805 виступав великий російський актор М. С. Щепкін»

Наприкінці XVIII століття на місці сучасної будівлі Дворянського зібрання розташовувалась будівля Благородних зборів із театром, що примикає до нього, побудованим у 1792 році на кошти курського дворянства. Театральний зал мав 26 лож, 115 крісел та стільців у партері, а також галерею на 150 місць. Приміщення не відрізнялося зручністю: з лож і партеру був лише один вихід, коридори вузькі, вхід на галерею йшов дуже крутим підйомом і був такий вузький, що в ньому ледве могли розійтися два глядачі.
У 1805 році на підмостках цього театру, що належав братам Барсовим, дебютував 17-річний кріпак графа Г. С. Волькенштейна М. С. Щепкін, згодом видатний актор.
У ніч на 30 грудня 1875 (11 січня 1876) року, після бенефісу суфлера В. І. Соболєва, у будівлі публічного театру з вини п'яного переписувача ролей почалася пожежа. Непрофесійні дії пожежників призвели до втрати театру та Благородних зборів, які згоріли вщент.

### Передісторія

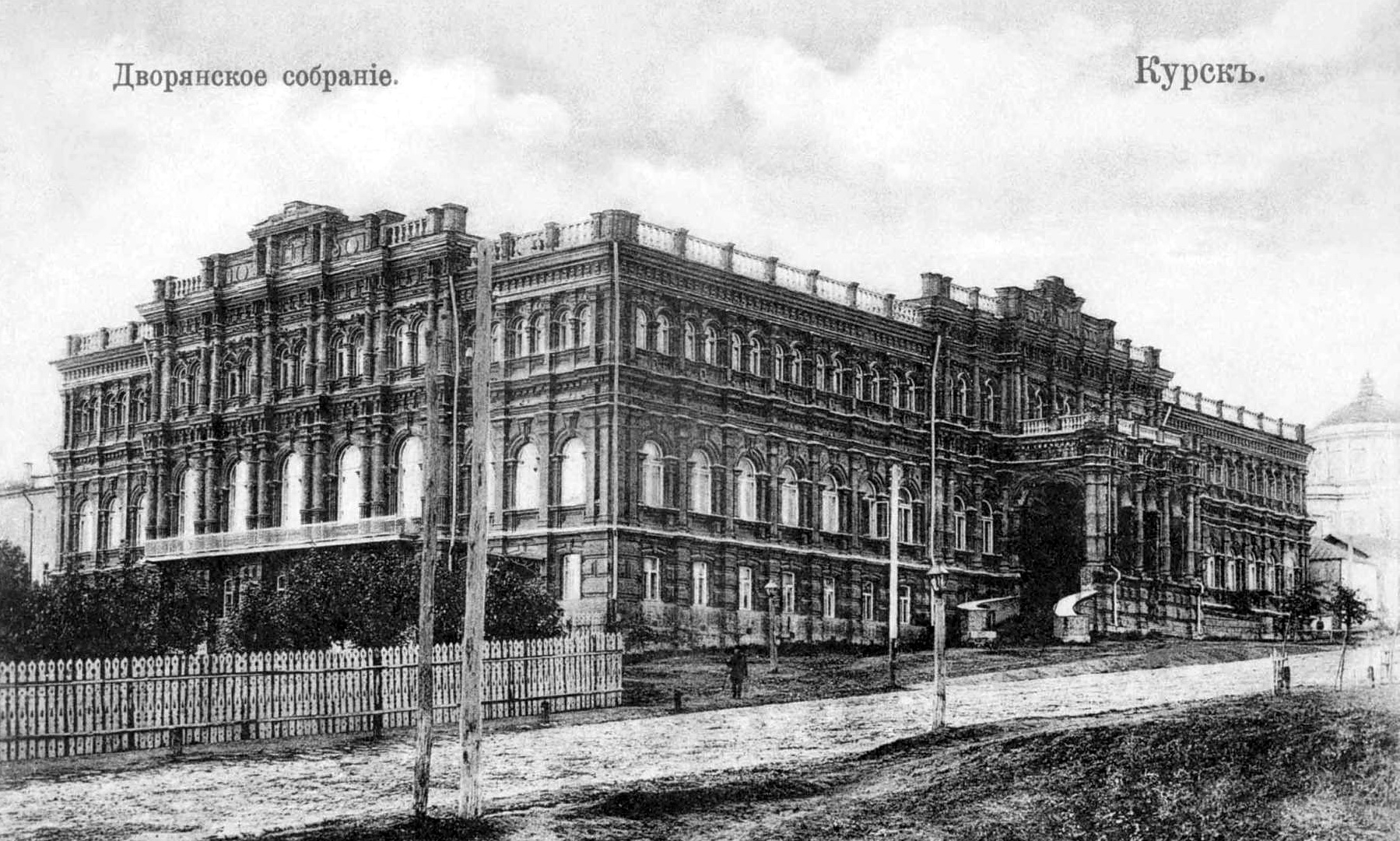
Будівля Дворянського зібрання до пожежі 17 (29) жовтня 1892 року: під'їзд інший, ніж після реставрації. Дореволюційна поштова листівка

На місці згорілого разом із театром Благородних зборів у 1877 році на кошти курських дворян за проектом невідомого архітектора було збудовано нову цегляну будівлю Дворянських зборів. Внутрішнє оздоблення тривало і після 1877 року. На третьому поверсі будівлі розмістилися приміщення пансіонату для 30, а пізніше (після 1902 року) 100 дворянських дітей — учнів гімназії та реального училища.
17 (29) жовтня 1892 року близько двох годин дня в будівлі Дворянських зборів із невстановленої причини спалахнула пожежа, яка швидко поширилася всією будівлею. До четвертої години ранку 18 жовтня всі перекриття будинку впали всередину, залишилися лише голі стіни. Пожежа була настільки сильною, що на допомогу місцевим пожежникам довелося викликати пожежну дружину із сусіднього міста Орла, однак навіть спільними зусиллями стихію не вдалося приборкати: за кілька днів по сусідству вигорів цілий житловий масив із дерев'яних будинків.

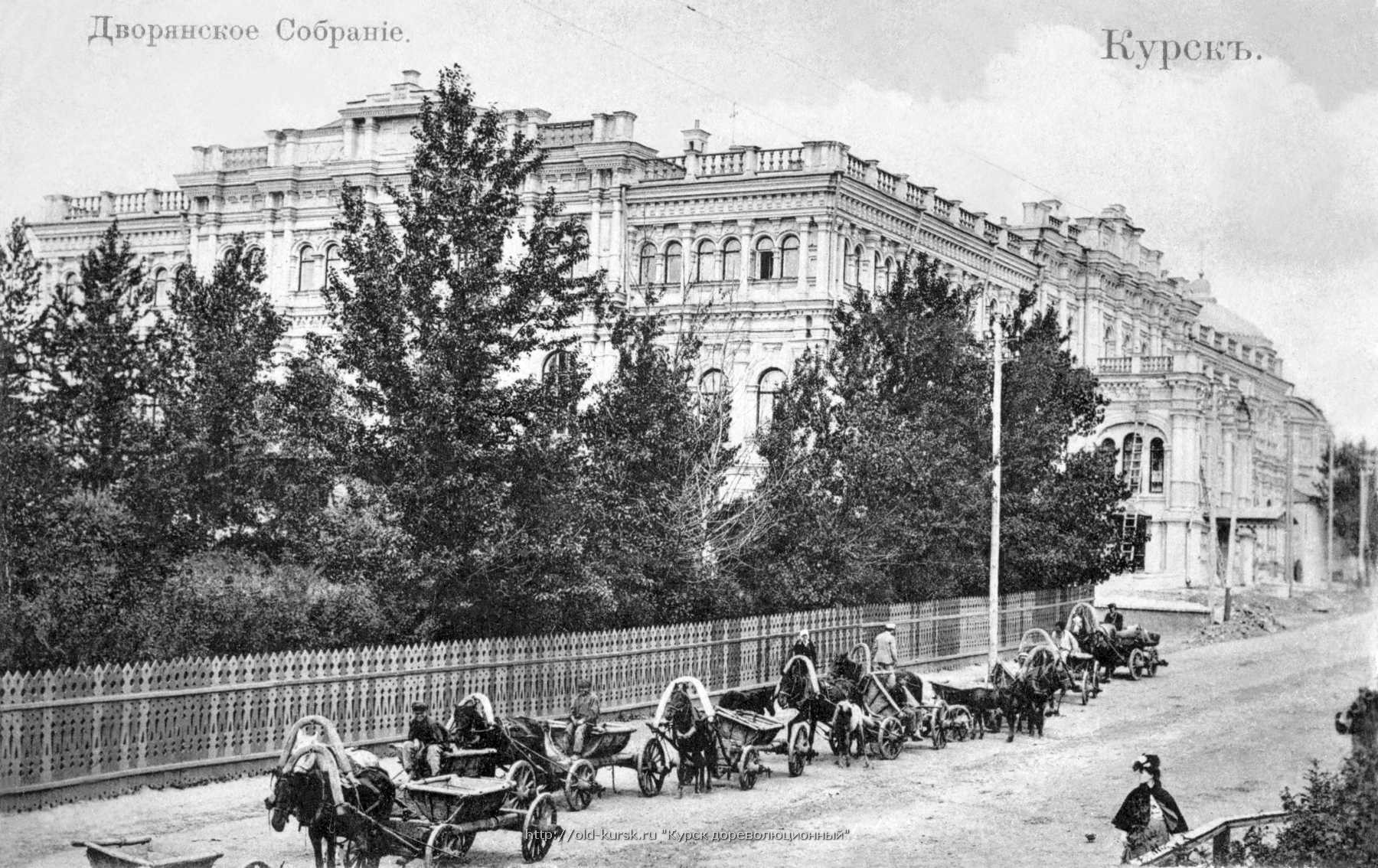
Будівля Дворянських зборів у Курську після пожежі 17 (29) жовтня 1892 року. Відновлювальні роботи: обоз ломовиків вивозить будівельне сміття. Дореволюційна поштова листівка

Будівлю відновлено після пожежі за проектом єпархіального курського архітектора В. Г. Слєсарєва. Більшу частину витрат взяла він державна скарбниця. Після реконструкції парадний вестибюль отримав гарні мармурові сходи, оточені колонадою, з двома бронзовими статуями-світильниками у вигляді жінок в античному одязі. Далі розташовувався аванзал, по боках якого розміщувалися столовий зал (праворуч) і вітальня в стилі ампір (ліворуч), потім слідував багато прикрашений ліпниною Великий зал зі сценою і балконом, підтримуваним каріатидами. Оздоблення вестибюлю та залів було пишним: використовувалися бронза, кришталь, дзеркала, кольорові шпалери, розкішні меблі.

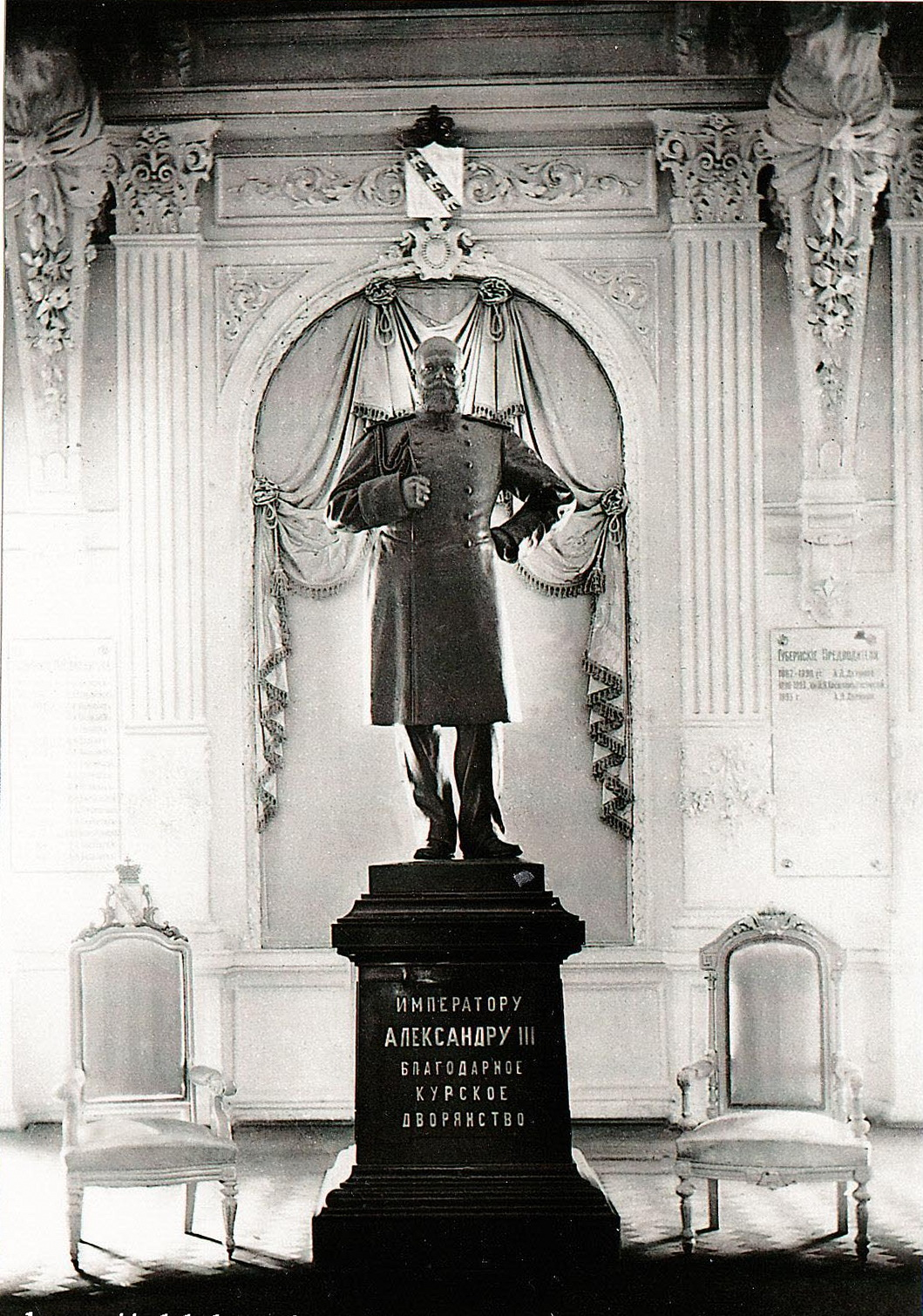
Бронзовий пам'ятник Олександру III у Великій залі Дворянських зборів, встановлений у 1902 році (нині втрачено). Дореволюційна поштова листівка

Ухвалою губернських дворянських зборів від січня 1896 року у Великому залі в 1902 році встановлено пам'ятник імператору Олександру III у вигляді бронзової статуї царя на сірому мармуровому чотирикутному п'єдесталі з написом «Імператору Олександру III вдячне Курське дворянство»; в урочистому відкритті пам'ятника 1 (14) вересня 1902 року брав участь імператор Микола II, який прибув до Курська на військові маневри. Єпископ Курський і Білгородський Лаврентій з духовенством звершив богослужіння, після чого предводитель дворянства Курської губернії О. Д. Дурново зірвав з пам'ятника біле шовкове покривало і прочитав монархові адресу подяки. Через красиву анфіладу холів Миколи II провели у верхні поверхи будівлі, де він оглянув дворянський пансіон-притулок.
На стінах Великої зали на хорах розташовувалися 16 білих мармурових табличок розмірами 67 x 133 см із вирізьбленими на них іменами дворян — начальників та офіцерів дружин курського ополчення часів Кримської війни, а також сіра мармурова дошка зі списком курських дворян, які загинули та померли від ран під час облоги Севастополя 5 і 7 вересня 1855 року. Крім того, у Великій залі висіли портрети учасників Вітчизняної війни 1812 року, розміщувався в п'яти вітринах Дворянський музей, заснований в 1911—1912 роках, а по стінах були розвішані герби 15 повітів Курської губернії.
У Великій залі до Жовтневої революції зрідка відбувалися збори дворян Курської губернії, у яких обговорювали свої станові відносини. Весь час цей місткий зал здавався під концерти чи театральні постановки: тут відбувалися оперні спектаклі трупи М. В. Лентовського, в опері «Демон» виступав Ф. І. Шаляпін, з 1911 року співала зірка російської естради курянка Н. В. Плевицька. За необхідності Великий зал із концертного приміщення міг бути перетворений на бальний зал.
22 листопада (5 грудня) 1914 року Микола II, слідуючи на Кавказ у діючу армію, зробив зупинку в Курську і відвідав один із військових шпиталів, що розташовувався в будівлі Дворянського зібрання і розрахований на 75 офіцерів і військовослужбовців нижніх чинів (піклувальником цього шпиталю була дружина ватажка дворянства Курської губернії Н. В. Дондукова-Із'єдінова). До приїзду імператора у верхній частині фасаду Дворянського зібрання було вивішено вензель «Н II А», що розташовувався під зображенням корони Російської імперії.

### Після Жовтневої революції
Після Жовтневої революції у будівлі з'явилися нові господарі. Напередодні першої річниці Жовтневої революції, 5 листопада 1918 року, будинок Дворянського зібрання було перейменовано на Робочий палац, а Великий зал - в аудиторію Маркса - Енгельса. Будинок був відданий трудящим. У ті дні тут нерідко відбувалися мітинги та збори. У будівлі розмістилися профспілкові організації, у залах влаштовувалися свята для пролетаріату. У Великій залі перед присутніми курцями виступали багато відомих діячів революції (М. І. Подвойський, Ф. А. Сергєєв (Артем), М. І. Бухарін). 15 грудня 1918 року Робочий палац відвідав Л. Д. Троцький.
У вересні 1919 року Курськ був зайнятий частинами Добровольчої армії Збройних сил Півдня Росії, і в будівлі Дворянських зборів розмістився командувач 1-го армійського корпусу генерал-лейтенант О. П. Кутепов зі своїм штабом.

Після виходу з Курська частин Добровольчої армії у січні — лютому 1920 року у будівлі Дворянського зібрання розташовувалися командування, штаб і Реввійськрада Південного фронту, одним із членів якого був Й. В. Сталін. У будівлі, крім Сталіна, розмістилися командувач Південного фронту О. І. Єгоров, начальник штабу М. М. Петін, члени Реввійськради фронту Л. П. Серебряков, М. М. Лашевич, Р. Й. Берзін. Реввійськрада розташовувалась у прилеглому до Великого залу фойє, а в маленькій кутовій кімнаті був кабінет Сталіна. Двічі виступав в аудиторії Маркса — Енгельса голова ВЦВК М. І. Калінін, що прибув до Курська 4 березня 1920 з агітпоїздом «Жовтнева революція».

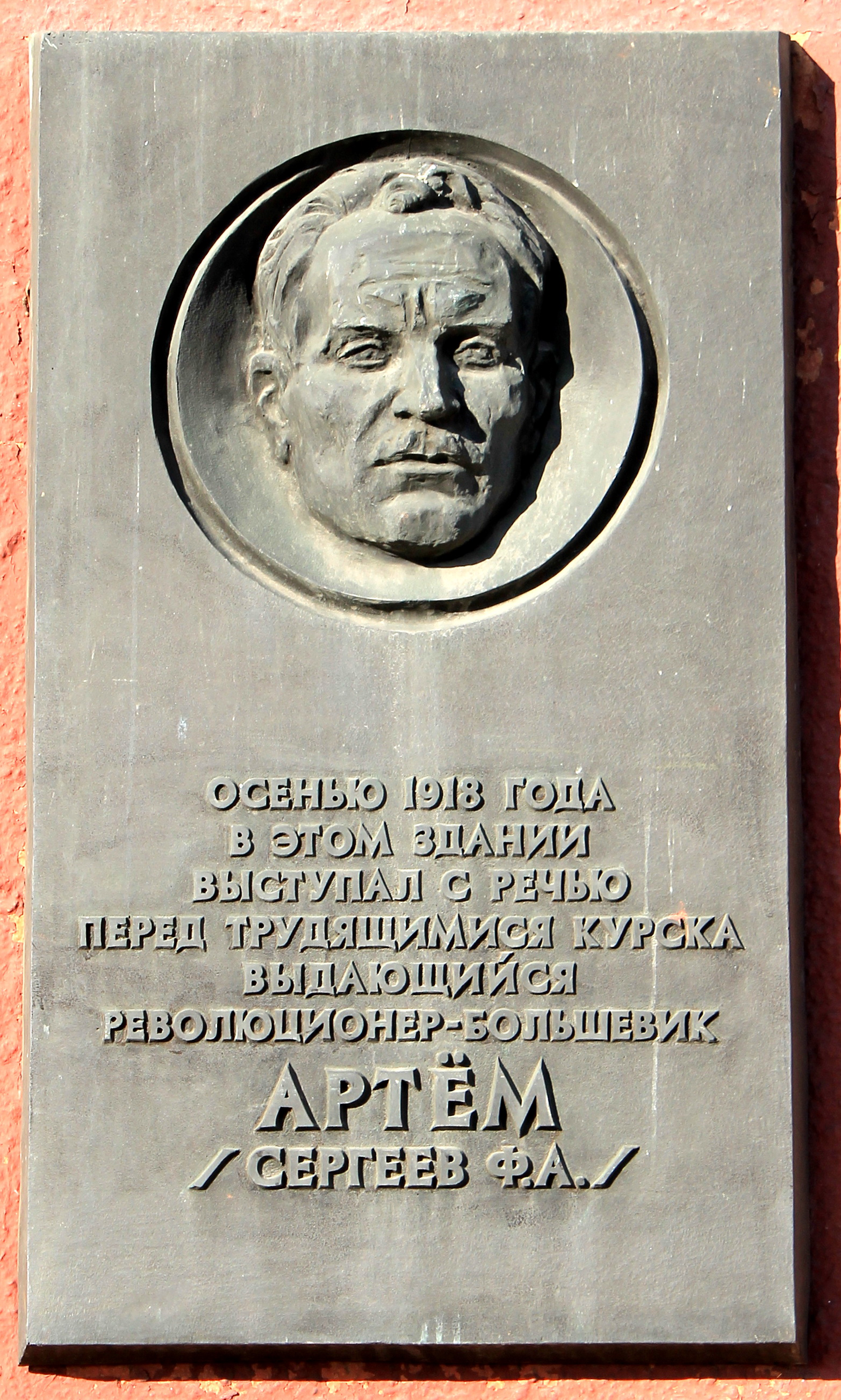
Меморіальна дошка Сергєєву Ф. А. на стіні будівлі колишнього Дворянського зібрання
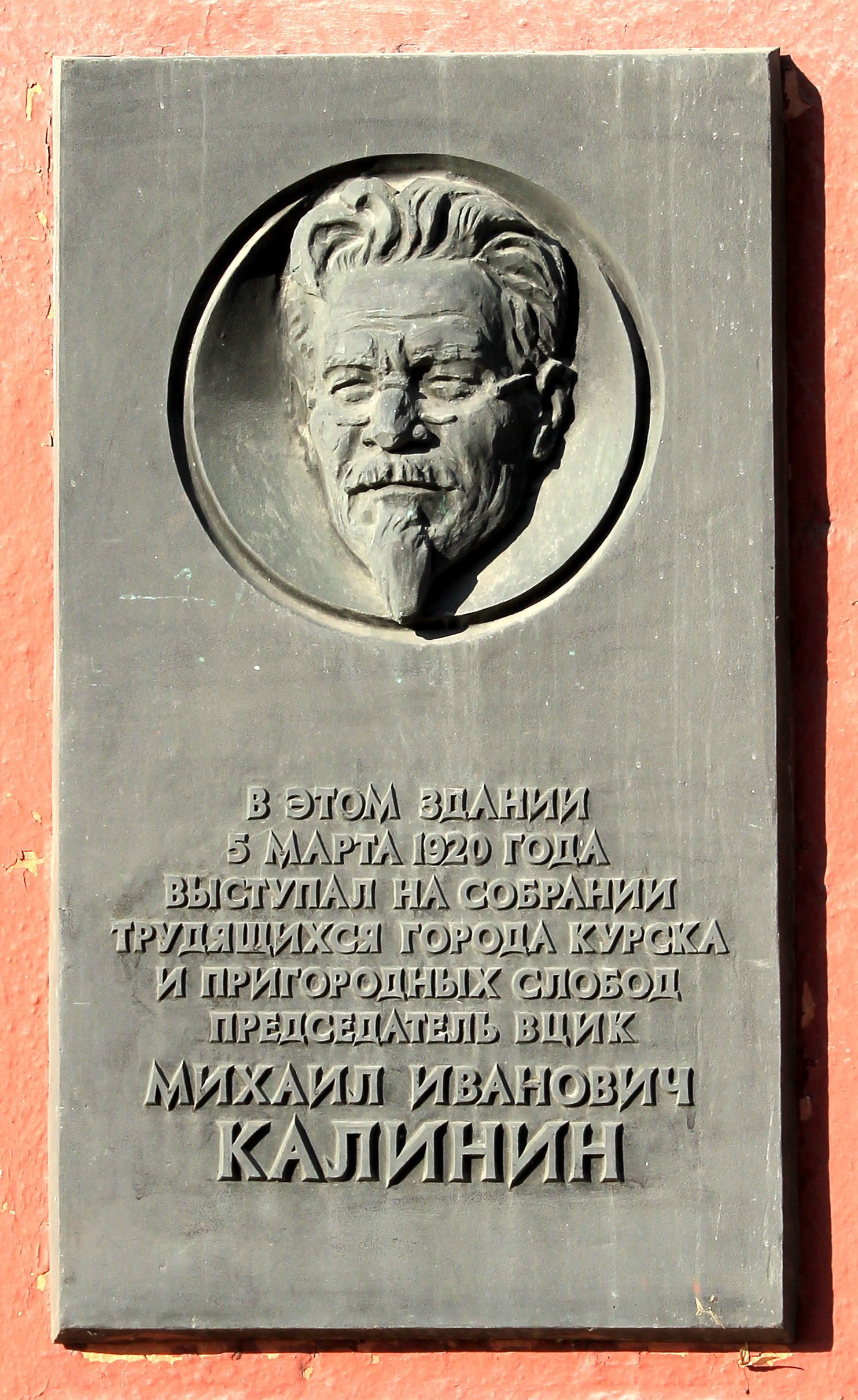
Меморіальна дошка Калініну М. І. на стіні будівлі колишнього Дворянського зібрання

12 вересня 1920 року у будівлі відкрився музей мистецтв. 1922 року в Робочому палаці розмістили губвідділ праці, губсобес, пролетарський клуб. Ще пізніше будинок віддали клубу залізничників, і 25 квітня 1926 року на його сцені виступав В. І. Качалов. 19 і 20 лютого 1927 року зі сцени залізничного клубу свої вірші читали В. В. Маяковський та його друг М. М. Асєєв. Глядачем на вечорі їхньої творчості був учень Курського землевпорядного технікуму Л. І. Брежнєв, який згодом описав цей епізод у своїх мемуарах.
12 листопада 1929 року в будівлі було відкрито Будинок Червоної Армії. У ньому відбувалися урочисті засідання, функціонував кінотеатр, виступали запрошені артисти, влаштовувалися спортивні змагання. У 1937 році на першому поверсі Будинку Червоної Армії було влаштовано меморіальну кімнату на честь перебування в Курську Й. В. Сталіна з пам'ятною дошкою на дверях: «Кімната, де у січні 1920 р. містився кабінет члена Революційно-Військової Ради Південного фронту Й. В. Сталіна». У кімнаті розміщувалася експозиція, присвячена перебування Й. В. Сталіна в Курську і становила фотографії, копії, креслення та репродукції. Біля південної стіни на п'єдесталі було встановлено погруддя Сталіна.

### Після Німецько-радянської війни
У лютому 1943 року при відступі з Курська фашистські окупанти підпалили будинок, після чого він довго лежав у руїнах. На початку 60-х років XX століття будинок Дворянського зібрання було відновлено за проектом харківського інституту «Військпроект» (архітектор П. Шпара) коштом Міністерства оборони, при цьому зовнішній вигляд будівлі був повністю збережений, а всередині зроблено значну реконструкцію. Тут розмістився гарнізонний Будинок офіцерів із залом для глядачів на 900 місць, що став важливим культурним центром міста.
27 червня 1963 року у трьох залах Будинку офіцерів було відкрито музей Курської битви загальною площею 350 м², у якому представлені особисті речі воєначальників, зразки радянської та трофейної зброї та військового спорядження, карти, схеми, макети, документальні матеріали, фотокопії, ордени, медалі, твори живопису та графіки. 6 серпня 1963 року у зв'язку з 20-річчям Курської битви музей відвідала група воєначальників — учасників битви на Курській дузі: командувач військ Центрального фронту, двічі Герой Радянського Союзу, маршал К. К. Рокоссовський, член Військової Ради фронту генерал-лейтенант К. Ф. Телегін, маршал авіації С. Я. Красовський, генерали М. А. Козлов, М. О. Єншин, Г. В Годін. У складі делегації також була композитор О. М. Пахмутова.
У квітні 1970 року урочистому засіданні у Будинку офіцерів Голова Ради Міністрів СРСР О. М. Косигін вручив Курській області другий орден Леніна.
Із 12 жовтня 1995 року у частині приміщень Будинку офіцерів почав працювати планетарій. У будівлі розмістилася бібліотека з книжковим фондом понад 20 тисяч томів, різноманітні студії та тематичні гуртки для дорослих та дітей, ветеранські організації, клуб «Фронтові подруги», військово-мисливське товариство.
У 2010 році Міністерством оборони РФ ухвалено рішення про повсюдну ліквідацію будинків офіцерів. У ході виконання наказу «Про ліквідацію федеральних державних установ культури та мистецтва, які перебувають у віданні Міністерства оборони РФ», підписаного міністром А. Е. Сердюковим, керівництвом Міноборони було надано припис про закриття Будинку офіцерів Курського гарнізону з подальшим можливим продажем будівлі, що викликало широкий громадський резонанс у Курську. Було розформовано численні гуртки та студії, що працювали в будівлі, експонати музею Курської битви переведені в запасники обласного краєзнавчого музею, перестали проводити концерти популярних виконавців, що гастролюють. Проте, завдяки особистому втручанню губернатора О. М. Михайлова, будівлю не було продано, а безоплатно передано у власність Курської області з умовою, що у ньому продовжить роботу Курський гарнізонний військовий суд. У Будинку офіцерів розміститься другий концертний майданчик Курської державної філармонії, на баланс якої у 2012 році було передано будівлю. У 2012 році ТОВ «Ростехпроект» (м. Тамбов) протягом 8 місяців розробило проектно-кошторисну документацію з реконструкції будівлі, на що адміністрацією Курської області було виділено 9 мільйонів рублів. Із 26 серпня 2013 року на об'єкті велися ремонтні роботи: проведено заміну кроквяної системи покрівлі, балок перекриття, гідроізоляцію фундаменту. Після ремонту колишнього Будинку офіцерів, на який виділено понад 500 мільйонів рублів, у будівлі розмістився Свиридівський центр мистецтв і відкрився другий концертний майданчик Курської державної філармонії з концертною залою, що має назву «Свиридовський», на знак глибокої вдячності курців великому композитору Георгію Свиридову.

## Архітектура будівлі
Велика триповерхова цегляна кутова будівля з розкішними фасадами, виконаними без штукатурки лицьовою та фігурною цеглою з розшивкою, у стилі еклектики, що поєднує форми італійського ренесансу та бароко. Будівля має вдалі пропорції двох великих об'ємів (при розгляді з внутрішнього дворика), об'єднаних на вулиці Соніна єдиним ошатним фасадом. Об'ємно-композиційна побудова характеризується симетричними акцентами парадного входу, увінчаного аттиком. Будівля прикрашена горизонтальними поверховими карнизами, пілястрами та стовпчиками з металевими ґратами на даху. Загальна площа приміщень будівлі становить 6000 м2.

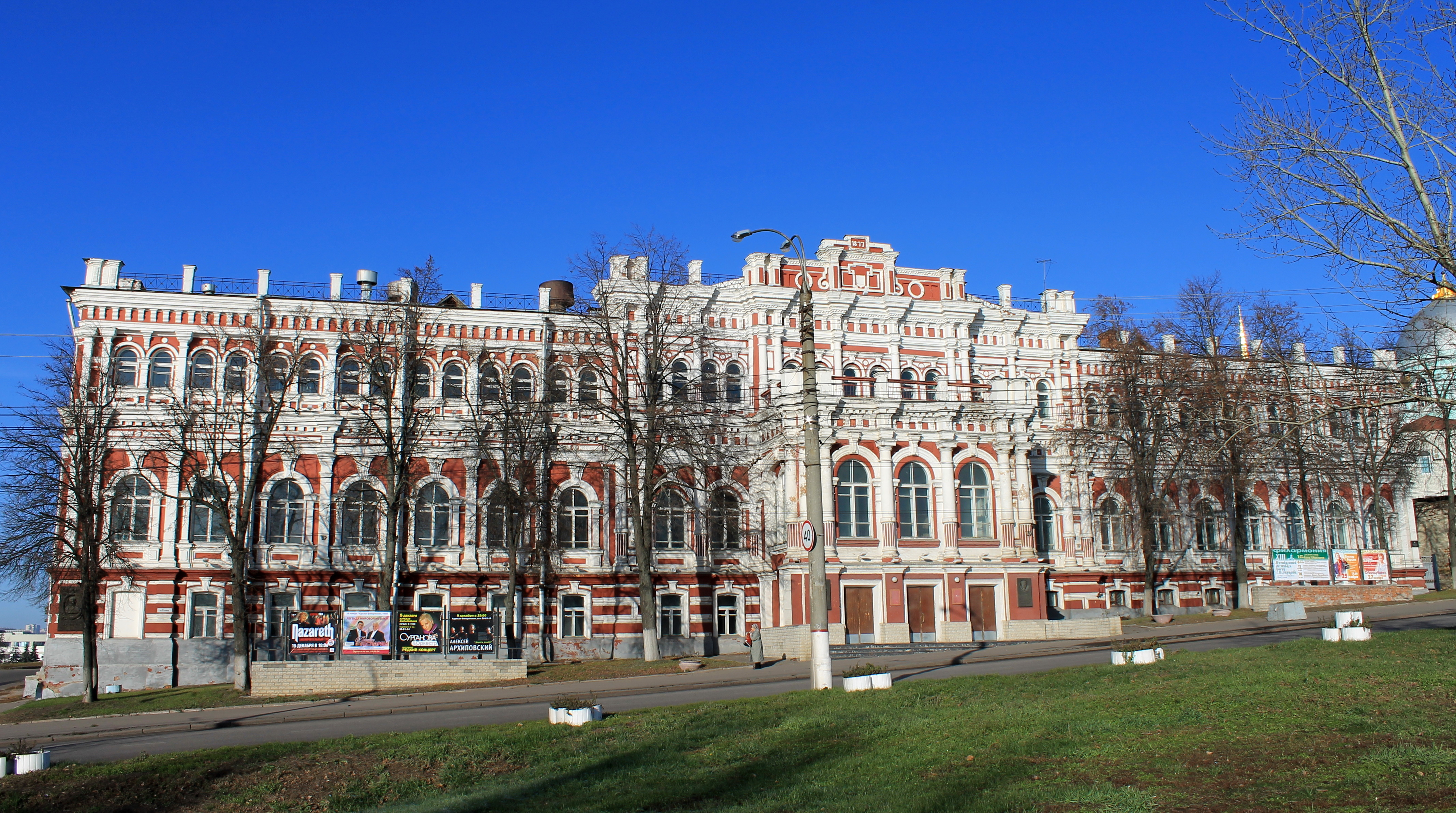
Південно-східний фасад, що виходить на вулицю Соніна
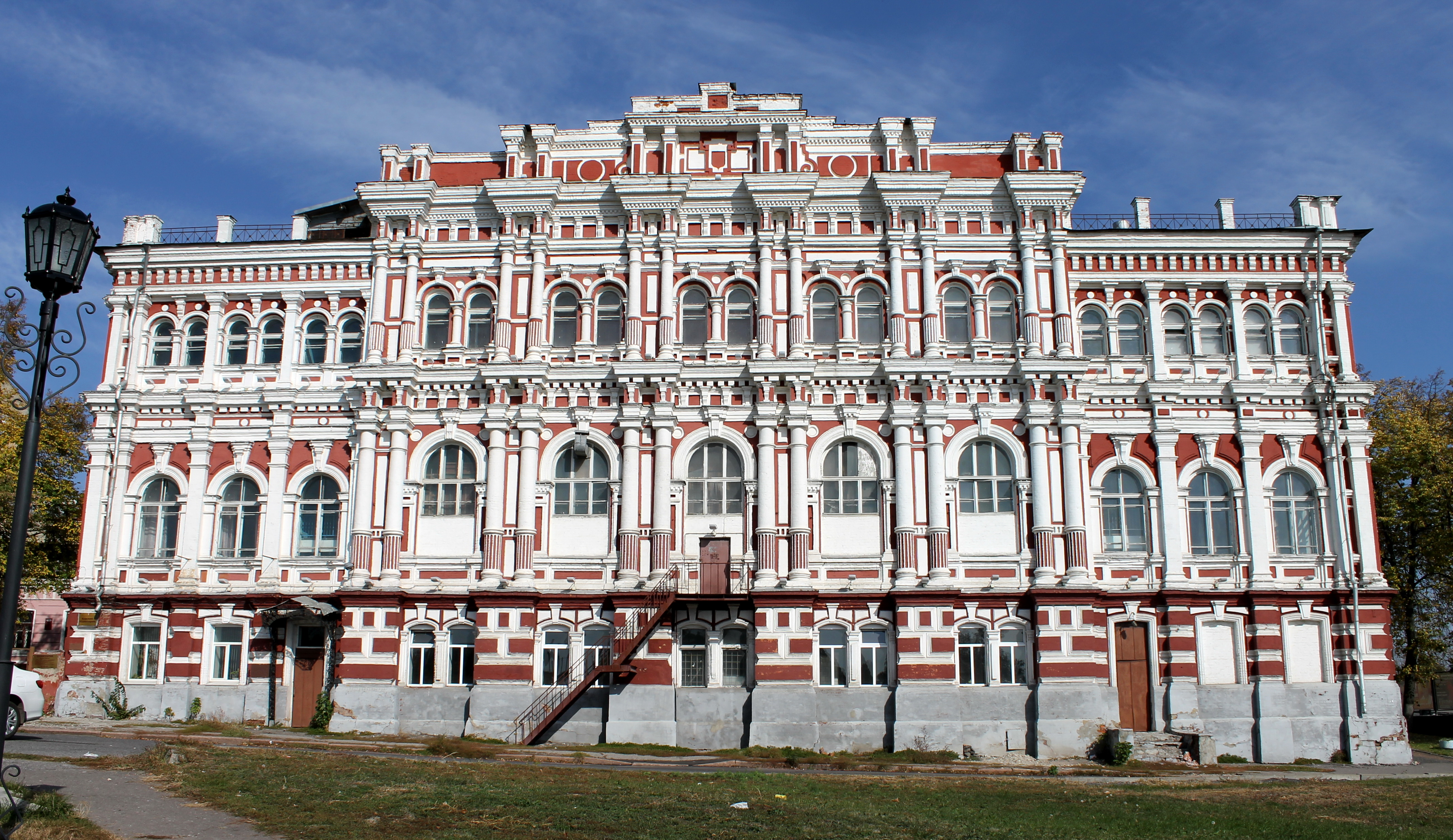
Південно-західний фасад, що виходить на вулицю Єндовіщенську
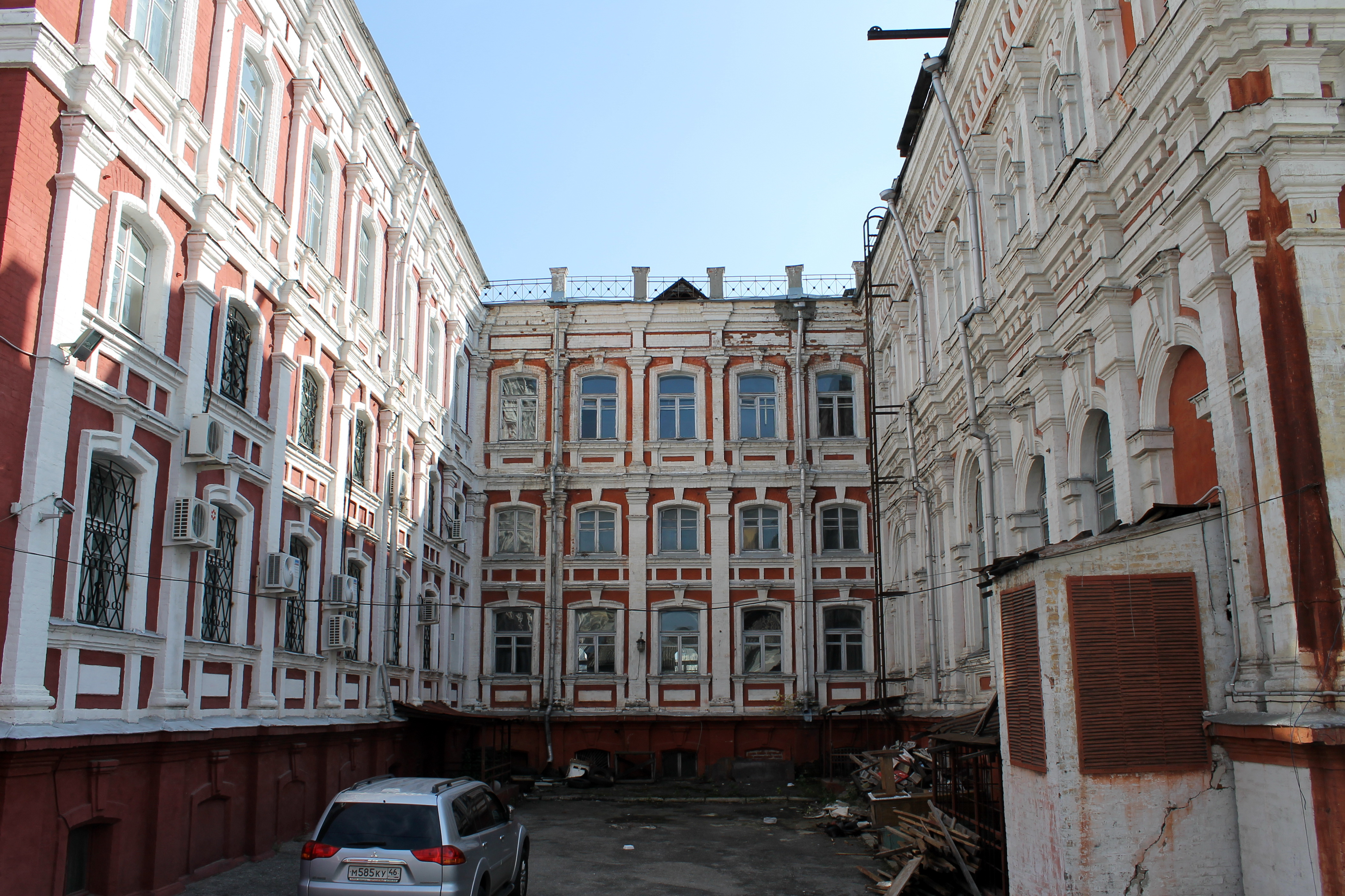
Внутрішній дворик, що розділяє будинок на дві нерівні частини: більшу (праворуч) і меншу (ліворуч)

Будівля колишнього Дворянського зібрання добре проглядається з вулиці Дзержинського. Разом із увінчаною вежею кутовою частиною головної будівлі «Курського електроапаратного заводу» (будівля колишньої чоловічої класичної гімназії) вона є частиною архітектурного ансамблю при підході до Червоної площі.

Архітектор А. А. Морозова так відгукується про будинок колишніх Дворянського зібрання:
…распределение и форма оконных проёмов, отбор лаконичных деталей пластики фасадов, столбики с металлической решеткой
на крыше… у респектабельного здания Дворянского собрания Курска… тяготеют к ранней эклектике А. И. Штакеншнейдера…— Морозова А. А. Дом Лопатина в Петербурге и здание Дворянского собрания в Курске — «близнецы и братья» // История Петербурга. 2008. — № 1 (41). — С. 82.

Крім позитивних, у різні роки існували й альтернативні відгуки про архітектурну цінність будівлі. Так, В. Ф. Габель та І. Н. Гулін у своїй книзі «Курськ» (1951) стверджують, що будівля колишнього Дворянського зібрання є яскравим прикладом пори розброду в архітектурі кінця XIX століття, несучи на собі друк еклектики та модерну.
…дом, хороший по формам, являлся в то же время ярким примером перегруженности фасадов разностильными измельчёнными деталями.— Габель В. Ф., Гулин И. Н. Курск. 1951. — С. 23
Подібну оцінку дають В. І. Самсонов та М. І. Яжгур у книзі «Курськ. Путівник з історичних та пам'ятних місць» та М. Л. Теплицький у книзі «Автографи в камені».